# Saint-Claud
Saint-Claud – miejscowość i gmina we Francji, w regionie Nowa Akwitania, w departamencie Charente.
Według danych na rok 1990 gminę zamieszkiwało 1128 osób, a gęstość zaludnienia wynosiła 42 osób/km² (wśród 1467 gmin regionu Poitou-Charentes Saint-Claud plasuje się na 266. miejscu pod względem liczby ludności, natomiast pod względem powierzchni na miejscu 219.).